# Dreifarben-Glanzstar

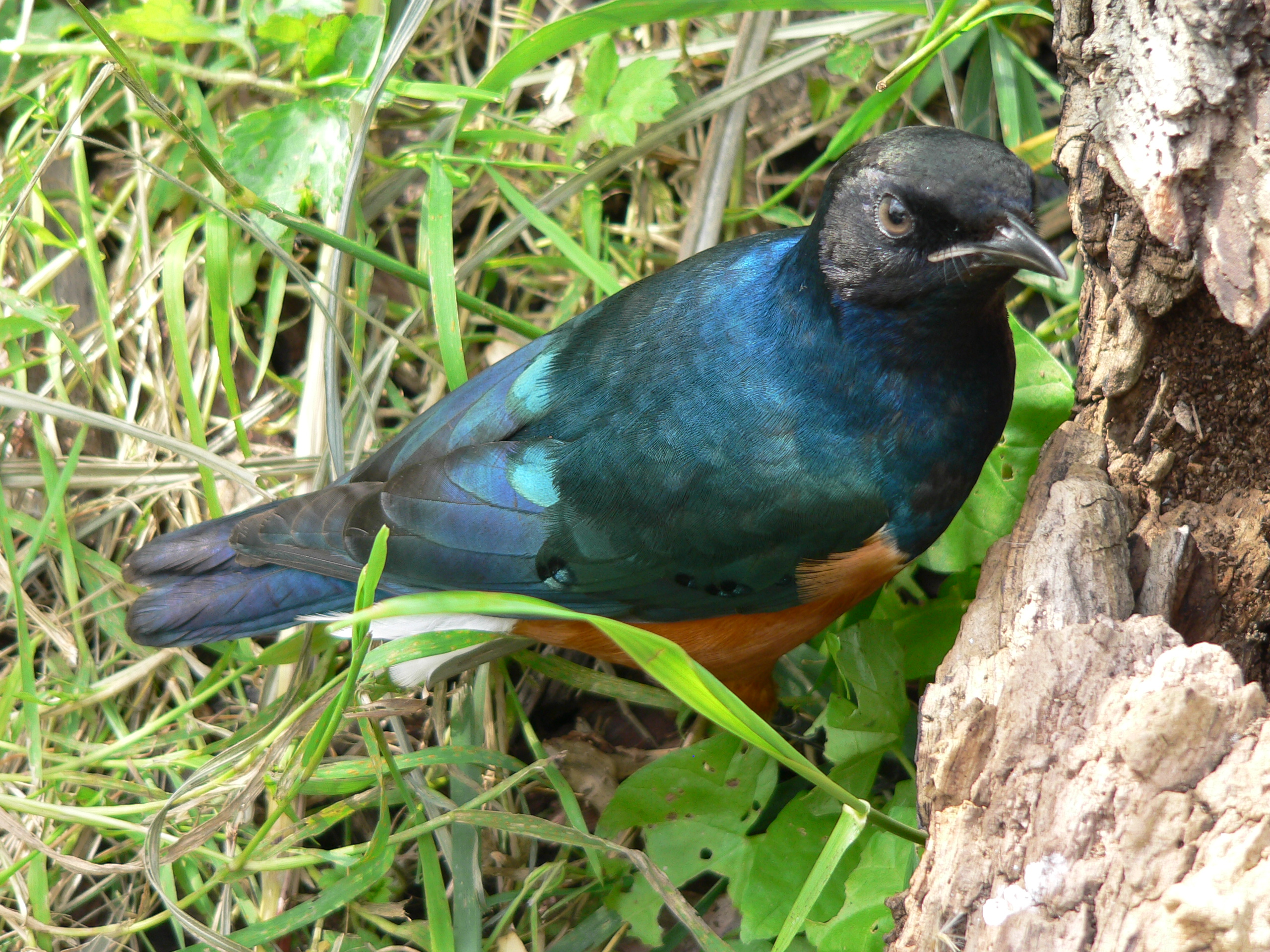

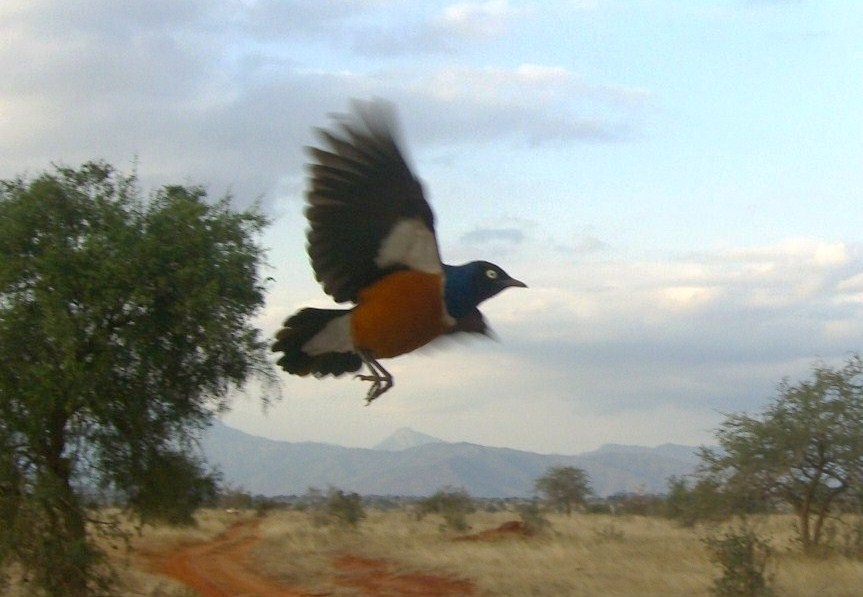
Dreifarben-Glanzstar im Flug. Taita-Hills, Kenia

Der Dreifarben-Glanzstar (Lamprotornis superbus) ist ein ostafrikanischer Vogel aus der Familie der Stare.

## Merkmale

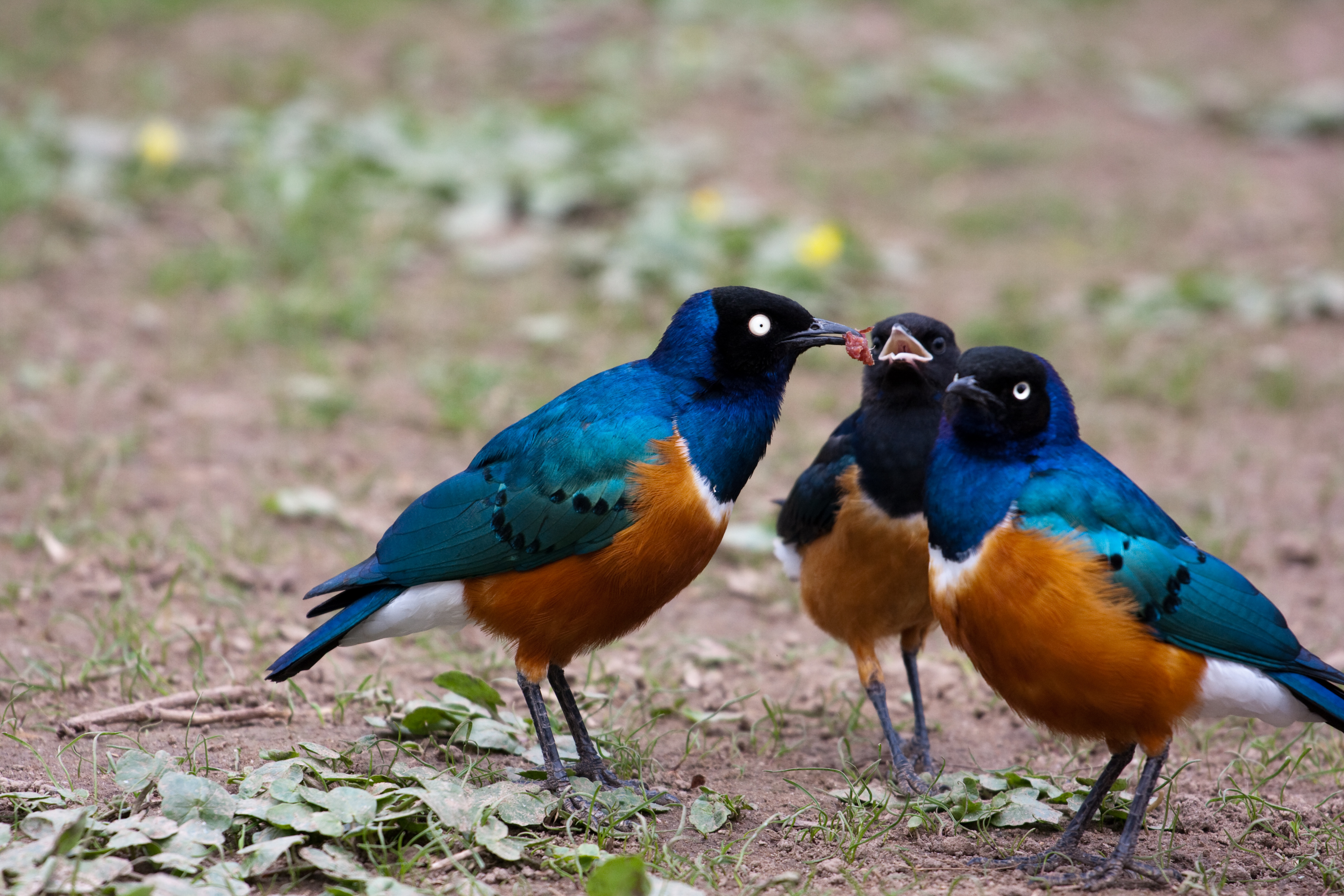
Eine Familie in der Stuttgarter Wilhelma, Deutschland. Der bleichere Jugendliche Vogel ist zwischen zwei erwachsenen Tieren.

Das Gefieder des 18 Zentimeter langen Dreifarben-Glanzstars ist an der Oberseite glänzend schwarz und am Nacken und Schultern schimmernd blaugrün gefärbt. Die Halsseiten, die Kehle und die Brust sind metallisch-blau glänzend. Das Brustband, der Bürzel und Steiß sind weiß und der Bauch rostbraun gefärbt.
Dieser untersetzt wirkende, kurzschwänzige Star verfügt über ein breites Repertoire an Pfeif- und Trillerlauten und ahmt auch die Rufe anderer Arten nach.

## Vorkommen
Der Vogel bewohnt Savanne, Busch, Ackerland, Stadtränder und Stadtgebiete in Äthiopien, Somalia, Uganda, Kenia und Tansania.

## Verhalten
Der Dreifarben-Glanzstar sucht am Boden nach Nahrung, die neben Insekten, Weichtieren und Würmern auch aus Früchten und Körnern besteht. Wo die Vögel in Schwärmen auftreten, können sie beträchtliche Ernteschäden anrichten. Außerdem können sie in Dörfern und Städten aufdringlich nach Futter betteln.

## Fortpflanzung
Beide Geschlechter bauen in Dornbüschen, Felsspalten oder auf Bäumen ein kugelförmiges Nest aus Gräsern und Zweigen. Das Gelege aus vier Eiern wird etwa zwölf Tage lang bebrütet. Beide Elternvögel kümmern sich um die Jungen.